# IT'S A POPPIN' TIME
『IT'S A POPPIN' TIME』（イッツ・ア・ポッピン・タイム）は、1978年5月25日に発売された山下達郎通算1作目のライブ・アルバム。

## 解説
1978年3月8日と9日に、六本木のライヴ・ハウス「ピット・イン」で行われたライヴの模様を収録した、2枚組ライヴ・アルバム。
ソロ・デビューして1年半、アルバムは2枚出たが音楽専門誌や評論家をはじめとする一般的なメディアでの評判はあまり芳しくなかった。それまでの2枚のアルバムからはシングル・カットが1枚もなく、シングルがなくてはメディアの興味はひけず、アルバム主体という地味な謳い文句では到底認めてもらえない。1978年春、そろそろロック系のフィールドからもヒットが出始めていたこともあって、山下に対するレコード会社や原盤会社の目も次第に厳しいものになっていったという。
山下にとってバンドからソロに転向して一番困ったのが、ライヴが思うように行えず、本数が激減したことだったという。ソロ活動を始めた直後からライヴのためのパーマネントなバック・バンドの編成を何度も試みたが、自分の納得できる演奏技術を持っている人はすでに一流として名が通っていてギャラが高く、予算が合わなかった。かといって、格を落として安いミュージシャンを使うと演奏に満足できないというジレンマ。結果、安いギャラでやってもらえるライヴ・ハウスと、自治会の払うギャラが良かったので採算が合う学園祭という、一流のスタジオ・ミュージシャンを使っても予算の折り合う場所での活動に限定されてしまっていた。それでもアルバム『SPACY』 がリリースされた直後から少しずつながらもライヴが行われ、1977年の終わりごろには村上秀一（ドラム）、岡沢章（ベース）、松木恒秀（ギター）、坂本龍一（キーボード）に山下自身のギターというライン・アップで固定されていた。このメンバーなら、ホールでのライヴだとギャラの問題からまったく採算が取れないが、ライヴ・ハウスであれば安いギャラで来てもらえた。このころは収容人数200~300人のライブ・ハウスであれば会場を満員にできたので、PA代にメンバーのギャラ、そして山下自身はノー・ギャラでちょうど採算の折り合いがつけられたという。
そうした形態でライヴを繰り返すうち、もとより上手い人たちだったので次第に演奏に色付けが出てきた。そんな山下のライヴを見たディレクター小杉理宇造から、このメンバーでライヴ・レコーディングによるアルバム制作が提案された。実は小杉の目論見は別のところにあって、過去2枚のスタジオ・アルバムのようには予算をかけられない状況では、経費がかからないライヴ・アルバムが最善の策だという判断からだった。もともと小杉はシュガー・ベイブの解散ライヴを見て契約しようと考えたいきさつがあり、山下のライヴ・パフォーマンスをアルバム化することに彼なりの自信もあったのだという。
本作のレコーディングが行われた六本木の「ピット・イン」は、ジャズやフュージョンが中心のライヴ・ハウスだったが、山下はそうしたジャンルに多くの知己がいて、よくセッションなどで出入りしていた。さらに同じビルの上階にあったCBSソニー六本木スタジオと回線が繋がっていて、いつでもライヴ・レコーディングが可能だったこと、ピット・インで山下のようなスタイルのシンガーがライヴを録音するということが初めてだったことなど色々なメリットから、ライヴはここで行われることになったという。
ライヴ・アルバムを作るにあたって山下は、ダニー・ハザウェイのライヴ・アルバムのようなイメージを念頭に置いて、いわゆる歌もの中心ではなく、インプロヴィゼーションをメインに据えたものにしようと考えていたとし、レパートリーに未発表曲が加えられているのも、単なるライヴ・アルバムにはしたくないという意図が働いていたからだという。ところが演奏時間の関係でアルバムは2枚組となったため、レコード会社からは「売りにくい」と、前にも増して文句を言われる結果になってしまったという。

## パッケージ、アートワーク
アルバムの帯には以下のキャッチコピーが記載されている。
前2作のアルバムの歌詞カードが誤植が多かったことから、オリジナルLPでのクレジットと歌詞カードは全て山下自身の手書きになっている。アナログ盤のジャケットはゲートフォールド仕様。インナーのライヴ・フォトは伊島薫の撮影によるもので、彼がプロ・カメラマンとしてスタートした最初の仕事だったという。

## 収録曲

### DISC 1

#### SIDE 1
1. スペイス・クラッシュ (Space Crush)
  - (山下達郎)
  - 練馬の実家から首都高速に乗って都心に向かう時、ちょうど完成したばかりのサンシャイン60が眼前に現れる場所があり、曇りの日で上部が雲に隠れて見えなくて、「あれじゃバベルの塔だ」と連想した経験に基づいて作られた曲。当時はテープ・レコーダーが16トラックで、リズム・トラックを録音した後は一人多重コーラスを行うにはチャンネルが足りなく、そこで、16トラックの中で一度ミックス・ダウンを行って2トラックのカラオケにした後、残りの14チャンネルを使ってコーラスを録音し、ある程度重なったらまた一つにまとめてといった具合に、後戻りのきかないリスキーな方法でレコーディングされた。山下によれば「エンジニアの吉田保さんの技術あればこそ」とし、アルバム1曲目だけがスタジオ・レコーディングなのは、単なる気分だという[1]。
2. 雨の女王 (Rain Queen)
  - (山下達郎)
  - 本作のために書き下ろされた新曲。このリズム・セクションで映える曲をという、座付き作家の発想で書かれているという。1980年代に入ってもライヴで好んで演奏されていた[1]。
3. ピンク・シャドウ (Pink Shadow)
  - (岩沢二弓, 岩沢幸矢)
  - © 1974 Edition People Music
  - 1974年に発表されたブレッド&バターのカヴァー。ライヴ・アルバムということなので、日本の作品のカヴァーをいくつか演奏しようと選ばれた。山下にとって昔から好きな曲だったが、彼らのオリジナル・ヴァージョンのアレンジはレイド・バックし過ぎているように思えたので、オリジナルよりテンポ・アップさせて、フックをもっとスリリングにといった自分流の解釈になったという[1]。1980年代のライブでは、さらにテンポ・アップされたアレンジで演奏された。
4. 時よ
  - (吉田美奈子)
  - © 1978 Alfa Music, Ltd.
  - 吉田美奈子のカヴァー。後にアルバム『LET'S DO IT -愛は思うまま-』[注釈 3] に収録されるが、この時点では吉田はこの曲をまだレコーディングしていなかった。オリジナルでの“あなたは私を”という箇所を”あなたを僕は”に変えて歌われている。山下は「ピンク・シャドウ」とは反対に、このときの演奏は今聞くと解釈がやや控えめだという[1]。
5. シルエット (Silhouette)
  - (吉田美奈子, 山下達郎)
  - 本作のための書き下ろし曲。緩急のつけ方や変拍子など、アンサンブルの呼吸が難しい曲だが、このくらいの難易度でないと、メンバーを真剣にさせられなかったという[1]。

#### SIDE 2
1. ウインディ・レイディ (Windy Lady)
  - (山下達郎)
  - もとはシュガー・ベイブ時代からのレパートリーだったが、レコーディングの機会がなかったため、アルバム『CIRCUS TOWN』[注釈 4] に収録された。構成メンバーによってさまざまな解釈で演奏されてきたが、山下によればこの演奏はその中でも一番ジャジーなものだという[1]。
2. 素敵な午後は
  - (吉田美奈子, 山下達郎)
  - アルバム『SPACY』[注釈 1]収録曲。山下は、各自の持ち味が良く出た、コンパクトな演奏だという[1]。
3. ペイパー・ドール (Paper Doll)
  - (山下達郎)
  - このライブの数か月前、シングル用にレコーディングされたが、レコード会社から「売れない」とボツにされたため、このライヴ・ヴァージョンが先に発表されることになった[1]。スタジオ・ヴァージョンは後にアルバム『GO AHEAD!』[注釈 5] に収録された。
4. キャンディ (Candy)
  - (吉田美奈子, 山下達郎)
  - アルバム『SPACY』[注釈 1]収録曲。この曲を含め、この頃の松木恒秀のギター・ソロは音数を絞り、これ以上は削れないというところまで追い込んだストイックなものだという[1]。

### DISC 2

#### SIDE 3
1. エスケイプ (Escape)
  - (山下達郎)
  - 本作での初収録曲。山下がソロ・シンガーとしてデビューした頃、彼の音楽スタイルは都会的で洗練された音楽だとして“シティ・ミュージック”と呼ばれ、当時の雑誌でも“シティ・ボーイ、シティ・ガールのための***”といった語句があふれ、その用語の陳腐さに反発して出来た曲だという[1]。
2. Hey There Lonely Girl
  - (Earl Shuman, Leon Carr)
  - ©  Famous Music Inc. The rights for Japan
  - assigned to Nichion Inc.
  - ルビー & ザ・ロマンティックス（Ruby & the Romantics）1963年のヒット曲「Hey There Lonely Boy」をエディー・ホールマン（Eddie Holman）が「Hey There Lonely Girl」として1969年にカヴァーして、これもヒットとなった。この頃、日本では裏声で歌う男性シンガーがほとんどいなかったので、他との差別化を図るいいセールス・ポイントになるとして、こういうタイプのカヴァーを歌い始めたのがきっかけだという[1]。

#### SIDE 4
1. ソリッド・スライダー (Solid Slider)
  - (吉田美奈子, 山下達郎)
  - アルバム『SPACY』[注釈 1]収録曲。もともとライヴでのインプロヴィゼーションを考慮して作られた曲だが、レコーディングとは違うメンバーが演奏すると、また雰囲気が大きく変わるという[1]。
2. サーカス・タウン (Circus Town)
  - (吉田美奈子, 山下達郎)
  - アルバム『CIRCUS TOWN』[注釈 4]収録曲。この当時ソロとしての総レパートリーが20曲に満たない時代だったので、この曲がライヴでのラスト・ナンバーだった[1]。
3. Marie
  - (Tatsu Yamashita)
  - © 1978 P.M.P. ⁄ On Associates
  - ライヴ・アルバムを作るのであれば、最後は絶対に一人アカペラのオリジナル・ドゥー・ワップ・ソングで終わるのだと決めていたという。CMのために作られた曲をフル・サイズに膨らませたもの[注釈 6][1]。

| Musicians                       |
| 山下達郎 Rhythm Guitar & Vocals |
| 村上“Ponta”秀一 Drums           |
| 岡沢章 Bass                     |
| 松木恒秀 Lead Guitar            |

| 坂本龍一 | - Acoustic Piano, Fender Rhodes, Moog Polyphonic - Synthesizer & Arp Odyssey |

| 土岐英史 Alto Sax & Soprano Sax                               |
| 伊集加代子 Background Vocals                                  |
| 吉田美奈子 Background Vocals, Fender Rhodes Piano in “Escape” |
| 尾形道子 Background Vocals                                    |
|                                                               |
| PRODUCED BY 山下達郎                                          |
| All Songs Arranged by 山下達郎                                |
| Session Co-odinater 小杉理宇造, 京極謙 (P.M.P.)               |
|                                                               |

| Recorded Live at PIT-INN Roppongi, Tokyo |                                                                     |
|                                          | in March 8 & 9, 1978 (using TAMCO's 16 Track MCI)                   |
|                                          | - except “Space Crush” & “Marie” - Recorded at ONKIO HAUS & RCA 1st |

| Remixed at RCA 1st usic MCI 16 Track Recorder & API Mixing Console |
| Recording Engineer 吉田保                                          |
| Remixing Engineer 吉田保                                           |
| Assistant Engineer 伊東俊郎 ONKIO HAUS                             |
|                                                                    |
| All songs published by © 1978 P.M.P. except indicated              |
| All voices on “Space Crush” & “Marie” song by 山下達郎             |
|                                                                    |
| Art Direction 佐藤憲吉                                             |
| Cover Design 佐藤憲吉 & 杉山明                                     |
| Photographs 小暮徹 (Cover) & 伊島薫 (Inner)                        |

## BVCR-18025/6

### 解説
2002年、“山下達郎 RCA/AIRイヤーズ 1976-1982”として、『CIRCUS TOWN』から『FOR YOU』 までの7タイトルが山下監修によるデジタル・リマスタリング、および、自身によるライナーノーツと曲解説。CDには各タイトル毎に未発表音源を含むボーナス・トラック収録にてリイシューされ、本作には収録時間の関係でアナログ盤未収録だった2曲をボーナス・トラックとして収録。また、本作を含むRCA/AIRイヤーズ対象商品7タイトル購入者に応募者全員への特典として、リマスター盤『COME ALONG』がプレゼントされた。

### 収録曲

#### Disc 1
1. スペイス・クラッシュ (Space Crush)  –  (5:20)[2]
  - Words & Music by 山下達郎
  - © 1978 FUJIPACIFIC MUSIC INC.
2. 雨の女王 (Rain Queen)  –  (4:41)[2]
  - Words & Music by 山下達郎
  - © 1978 FUJIPACIFIC MUSIC INC.
3. ピンク・シャドウ (Pink Shadow)  –  (4:21)[2]
  - Words by 岩沢二弓, Music by 岩沢幸矢
  - © 1974 THE MUSIX PUBLISHER
4. 時よ  –  (8:27)[2]
  - Words & Music by 吉田美奈子
  - © 1978 ALFA MUSIC, INC.
5. シルエット (Silhouette)  –  (4:04)[2]
  - Words by 吉田美奈子, Music by 山下達郎
  - © 1978 FUJIPACIFIC MUSIC INC.
6. ウインディ・レイディ (Windy Lady)  –  (6:48)[2]
  - Words & Music by 山下達郎
  - © 1976 FUJIPACIFIC MUSIC INC.
7. 素敵な午後は  –  (5:16)[2]
  - Words by 吉田美奈子, Music by 山下達郎
  - © 1977 FUJIPACIFIC MUSIC INC.
8. ペイパー・ドール (Paper Doll)  –  (5:22)[2]
  - Words & Music by 山下達郎
  - © 1978 FUJIPACIFIC MUSIC INC.
9. キャンディー (Candy)  –  (3:26)[2]
  - Words by 吉田美奈子, Music by 山下達郎
  - © 1977 FUJIPACIFIC MUSIC INC.

#### Disc 2
1. エスケイプ (Escape)  –  (13:18)[2]
  - Words & Music by 山下達郎
  - © 1978 FUJIPACIFIC MUSIC INC.
2. HEY THERE LONELY GIRL  –  (5:26)[2]
  - Words by Earl Shuman, Music by Leon Carr
  - ©  1963 MUSIC SALES CORPORATION, New York, N.Y., U.S.A.
  - Rights for Japan controlled by K.K. Music Sales
  - Authorized for sales Japan only
3. ソリッド・スライダー (Solid Slider)  –  (8:20)[2]
  - Words by 吉田美奈子, Music by 山下達郎
  - © 1977 FUJIPACIFIC MUSIC INC.
4. サーカス・タウン (Circus Town)  –  (7:46)[2]
  - Words by 吉田美奈子, Music by 山下達郎
  - © 1976 FUJIPACIFIC MUSIC INC.
5. MARIE  –  (2:54)[2]
  - Words & Music by 山下達郎
  - © 1978 FUJIPACIFIC MUSIC INC.

<Bonus Tracks>
6. ラブ・スペイス (Love Space) （未発表 -Previously Unreleased-）  –  (6:17)[2]
  - Words by 吉田美奈子, Music by 山下達郎
  - © 1977 FUJIPACIFIC MUSIC INC.
  - このライヴ・アルバムのレコーディングが行われた1978年3月8日と9日のピットインでは、この曲が1曲目だったが、アナログ盤の収録時間の都合で未収録となった。この頃はライヴの絶対数が少ない上、こういったハイ・ノートを要求される曲は、歌の出来が良くないという[1]。フェイド・アウト直前で次曲「WINDY LADY」のイントロが聴こえる。
7. YOU BETTER RUN （未発表 -Previously Unreleased-）  –  (19:12)[2]
  - Words & Music by Felix Cavaliere & Eddie Brigatti
  - © 1966 EMI APRIL MUSIC INC. ⁄ JEMAXAL MUSIC INC.
  - ラスカルズのカヴァーも20分という時間の長さから、アルバム収録から外された。山下によれば、岡沢章のベース・ソロが聞けるだけでこのテイクには価値があるとし、「LOVE SPACE」とこの曲を加えて、演奏された主要曲はすべて収録できたという[1]。

### クレジット

#### “LIVE”
| 山下達郎: | - Lead Vocal - & Electric Guitar |

| 村上“PONTA”秀一: Drums           |
| 岡沢章: Bass                     |
| 松木恒秀: Electric Guitar        |
| 坂本龍一: Keyboards              |
| 土岐英史: Alto Sax & Soprano Sax |
| 伊集加代子: Background Vocals    |
| 吉田美奈子: Background Vocals    |
| 尾形道子: Background Vocals      |

#### “SPACE CRUSH”
| 山下達郎: | - Lead Vocal, Electric Guitar (Right), Percussion - & Background Vocals |

| 村上“PONTA”秀一: Drums           |
| 岡沢章: Bass                     |
| 松木恒秀: Electric Guitar (Left) |
| 坂本龍一: Keyboards              |
| 土岐英史: Soprano Sax            |

#### “MARIE”
| 山下達郎: All Voices |

### スタッフ
| Produced & Arranged by 山下達郎     |
| Production Co-odinater: 小杉理宇造  |
|                                     |
| Recording & Mixing Engineer: 吉田保 |

| Recorded Live at PIT-INN Roppongi, Tokyo in March 8 & 9, 1978 |                                                              |
|                                                               | except “SPACE CRUSH” & “MARIE” Recorded at ONKIO HAUS & RVC, |
| Mixed at RVC using MCI 16 Track Recorder & API Mixing Console |                                                              |
|                                                               | except Bonus Tracks Mixed at PLANET KINGDOM in Sep. 2001     |

|                                                     |
| Assistant Engineer: 伊東俊郎 (ONKIO HAUS)           |
|                                                     |
| CD Mastering Engineer: 原田光晴 (On Air Azabu)      |
|                                                     |
| Original Art Direction: 佐藤憲吉                    |
| Original Design: 佐藤憲吉 & 杉山明                  |
| Cover Photographs: 小暮徹                           |
| Inner Photographs: 伊島薫                           |
| CD Design: 高原宏 & 上原加代                        |
|                                                     |
| Originally Released in 1978/05/25 as RCA RVL-4701~2 |

## TATSURO YAMASHITA RCA/AIR YEARS Vinyl Collection

### 解説
2023年1月6日、山下達郎が1976年から1982年にRCA/AIR YEARSから発売したアナログ盤とカセット、全8アイテムに最新リマスターを施した“TATSURO YAMASHITA RCA/AIR YEARS Vinyl Collection”が5月から5カ月連続リリースが決定したことが発表された。
アナログ盤とカセットの同時発売で、アナログ盤はすべて180g重量盤。完全生産限定盤。5月3日に6thアルバム『FOR YOU』、6月7日に5thアルバム『RIDE ON TIME』、7月5日に4thアルバム『MOONGLOW』と3rdアルバム『GO AHEAD!』、8月2日に2ndアルバム『SPACY』とソロデビューアルバム『CIRCUS TOWN』、9月6日にライブ・アルバム『IT'S A POPPIN' TIME』とベスト・アルバム『GREATEST HITS! OF TATSURO YAMASHITA』が発売された。

### パッケージ、アートワーク
オリジナル・アナログ盤に封入されていた手書きの歌詞カードに加え、新たな歌詞カードが併せて同封され、カバー曲「HEY THERE LONELY GIRL」と、英語詞によるオリジナル・ドゥーワップ「MARIE」には対訳が併記されている。その他、2002年に“TATSURO YAMASHITA THE RCA/AIR YEARS 1976-1982”の一枚にてリイシューされたリマスター盤『IT'S A POPPIN' TIME』に収載された書き下ろしの解説と曲目解説を補筆改定にて再掲のほか、“曲目解説 付記 in 2023”を新たに加えたライナーノーツを新規封入。リマスタリング・エンジニアはワーナーミュージック・マスタリングの菊地功、カッティングは同じくワーナーミュージック・マスタリングの北村勝敏がそれぞれ担当。

### プロモーション、マーケティング
5月3日から5カ月連続でリリースされる山下達郎のリマスターシリーズ“TATSURO YAMASHITA RCA/AIR YEARS Vinyl Collection”のティザー映像がYouTubeで公開された。山下達郎自らがノンストップミックスで編集したマスターエディット使用した本シリーズのティザーでは8ビットのドライブゲーム風の映像に乗せて、収録曲がダイジェストで楽しめる内容となっており、本作『IT'S A POPPIN' TIME』からは選ばれていない。
5月24日、最新リマスター&ヴァイナル・カッティング8タイトルが、多くの予約を得たことでCDショップ/オンラインショップでは売切れが多数発生。また、発売元であるソニー・ミュージックの設定販売価格よりも大きく逸脱し、高価格の転売商品が多数出回っている状態は本意ではないことから当面の間、商品の追加プレスを行うことが発表された。

### チャート成績
山下達郎の5カ月連続リイシュー“TATSURO YAMASHITA RCA／AIR YEARS Vinyl Collection”、9月18日付「オリコン週間アルバムランキング」では、その第7弾として発売された『IT'S A POPPIN' TIME』（1978年作品）が9位、第8弾として発売された『GREATEST HITS! OF TATSURO YAMASHITA』（1982年作品）が10位となった。
今回、両作が「オリコン週間アルバムランキング」でTOP10入りしたことにより、5月から順次発売された同企画の8アイテム全てがTOP10入りするとともに、同日付ランキングでは8アイテム全てがTOP100圏内にランクインする結果となった。

### 収録曲

#### DISC 1 SIDE 1
1. スペイス・クラッシュ (Space Crush)
  - Words & Music by Tatsuro Yamashita
  - © 1978 by FUJIPACIFIC MUSIC INC.
2. 雨の女王 (Rain Queen)
  - Words & Music by Tatsuro Yamashita
  - © 1978 by FUJIPACIFIC MUSIC INC.
3. ピンク・シャドウ (Pink Shadow)
  - Words by Fuyumi Iwasawa
  - Music by Satsuya Iwasawa
  - © 1974 by THE MUSIX PUBLISHER
4. 時よ
  - Words & Music by Minako Yoshida
  - © 1978 by ALFA MUSIC, INC.
5. シルエット (Silhouette)
  - Words by Minako Yoshida
  - Music by Tatsuro Yamashita
  - © 1978 by FUJIPACIFIC MUSIC INC.

#### DISC 1 SIDE 2
1. ウインディ・レイディ (Windy Lady)
  - Words & Music by Tatsuro Yamashita
  - © 1976 by FUJIPACIFIC MUSIC INC.
2. 素敵な午後は
  - Words by Minako Yoshida
  - Music by Tatsuro Yamashita
  - © 1977 by FUJIPACIFIC MUSIC INC.
3. ペイパー・ドール (Paper Doll)
  - Words & Music by Tatsuro Yamashita
  - © 1978 by FUJIPACIFIC MUSIC INC.
4. キャンディ (Candy)
  - Words by Minako Yoshida
  - Music by Tatsuro Yamashita
  - © 1977 by FUJIPACIFIC MUSIC INC.

#### DISC 2 SIDE 3
1. エスケイプ (Escape)
  - Words & Music by Tatsuro Yamashita
  - © 1978 by FUJIPACIFIC MUSIC INC.
2. HEY THERE LONELY GIRL
  - Words by Earl Shuman    Music by Leon Carr
  - © by MUSIC SALES CORPORATION
  - Permission granted by K.K. Music Sales
  - Authorized for sales in Japan only

#### DISC 2 SIDE 4
1. ソリッド・スライダー (Solid Slider)
  - Words by Minako Yoshida
  - Music by Tatsuro Yamashita
  - © 1977 by FUJIPACIFIC MUSIC INC.
2. サーカス・タウン (Circus Town)
  - Words by Minako Yoshida
  - Music by Tatsuro Yamashita
  - © 1976 by FUJIPACIFIC MUSIC INC.
3. MARIE
  - Words & Music by Tatsuro Yamashita
  - © 1978 by FUJIPACIFIC MUSIC INC.

### クレジット
| MUSICIANS              |  |                                                                         |
|                        |  |                                                                         |
| “LIVE”                 |  |                                                                         |
| Tatsuro Yamashita      |  | Lead Vocal & Electric Guitar                                            |
| Shuichi“Ponta”Murakami |  | Drums                                                                   |
| Akira Okazawa          |  | Bass                                                                    |
| Tsunehide Matsuki      |  | Electric Guitar                                                         |
| Ryuichi Sakamoto       |  | Keyboards                                                               |
| Hidefumi Toki          |  | Alto Sax & Soprano Sax                                                  |
| Kayoko Ishu            |  | Background Vocals                                                       |
| Minako Yoshida         |  | Background Vocals                                                       |
| Michiko Ogata          |  | Background Vocals                                                       |
|                        |  |                                                                         |
| “SPACE CRUSH”          |  |                                                                         |
| Tatsuro Yamashita      |  | - Lead Vocal, Electric Guitar (Right), - Percussion & Background Vocals |
| Shuichi“Ponta”Murakami |  | Drums                                                                   |
| Akira Okazawa          |  | Bass                                                                    |
| Tsunehide Matsuki      |  | Electric Guitar (Left)                                                  |
| Ryuichi Sakamoto       |  | Keyboards                                                               |
| Hidefumi Toki          |  | Soprano Sax                                                             |
|                        |  |                                                                         |
| “MARIE”                |  |                                                                         |
| Tatsuro Yamashita      |  | All Voices                                                              |

### スタッフ
| [ Original 1978 Edition ]                                             |
| PRODUCED & ARRANGED by TATSURO YAMASHITA                              |
| Production Co-ordinator : Ryuzo “Junior” Kosugi                       |
|                                                                       |
| Recording & Mixing Engineer : Tamotsu Yoshida                         |
| Recorded Live at PIT-INN Roppongi, Tokyo in March 8 & 9, 1978         |
| except “SPACE CRUSH” & “MARIE” Recorded at ONKIO HAUS & RVC,          |
| Mixed at RVC using MCI 16 Track Recorder & API Mixing Console         |
| Assistant Engineer : Toshiro Ito (ONKIO HAUS)                         |
|                                                                       |
| Art Direction : Kenkichi “Pater” Sato                                 |
| Cover & Inner Design : Kenkichi Sato & Akira Sugiyama                 |
| Cover Photo : Tohru Kogure                                            |
| Inner Photo : Kaoru Ijima                                             |
|                                                                       |
| Originally Released in 1978/05/25 as RCA RVL-4701~2                   |
|                                                                       |
| [ 2023 Remaster Edition ]                                             |
| PRODUCED by TATSURO YAMASHITA for Tenderberry & Harvest               |
| Executive Producer : Shusui Kosugi                                    |
|                                                                       |
| Remastering Engineer : Isao Kikuchi (Warner Music Mastering)          |
| Vinyl Cutting Engineer : Katsutoshi Kitamura (Warner Music Mastering) |
|                                                                       |
| Reissue Art Direction & Design : Shusaku Harima (Artisan Artwork)     |
|                                                                       |
| A & R : Hiroshi Kawasaki & Jun Hasegawa (Sony Music Labels)           |
| & Seiichi Inoue                                                       |
|                                                                       |
| Artist Management : Masako Niimura & Miyuki Ohno (Smile Company)      |
| Assistant Management : Yu Tanzawa (Smile Company)                     |
| Tie-in Coordinator : Hiroshi Mamehata (Smile Company)                 |

## リリース履歴
| #  | 発売日        | リリース                              | 規格 | 品番                     | 備考 |
| -- | ------------- | ------------------------------------- | ---- | ------------------------ | --- |
| 1  | 1978年5月25日 | RCA ⁄ RVC                             | 2LP  | RVL-4701/2               | レーベルはメーカー共通のデザインを使用。 |
| 2  | 1978年5月25日 | RCA ⁄ RVC                             | CT   | - RCJ-3515 - (JPK2-1267) | カセット同時発売。アナログLPと同内容。 |
| 3  | 1986年1月25日 | RCA ⁄ RVC                             | 2CD  | R30H-1001/2              | 初CD化。 |
| 4  | 1990年9月21日 | RCA ⁄ BMG VICTOR                      | 2CD  | BVCR-7012~13             | ディスク表面のレーベルはメーカー共通のデザインを使用。 |
| 5  | 1997年6月4日  | RCA ⁄ BMG JAPAN                       | 2CD  | BVCR-8601~2              | |
| 6  | 1999年5月21日 | RCA ⁄ BMG JAPAN                       | 2CD  | BVCK-37006/7             | “RCA名盤選書オリジナル・アルバム紙ジャケット完全復刻シリーズ”の一枚。ダブル・ジャケット仕様。帯はオリジナルLPのデザインを復刻（表面のみ）。                                                                                              |
| 7  | 2002年2月14日 | RCA ⁄ BMG FUNHOUSE                    | 2CD  | BVCR-18025/6             | “TATSURO YAMASHITA THE RCA/AIR YEARS 1976-1982”の一枚。本人監修によるデジタル・リマスタリング + ボーナス・トラック2曲収録。プラケースはスリム・タイプ。ディスク表面のレーベルはオリジナル・デザインを使用。                              |
| 8  | 2002年2月20日 | RCA ⁄ BMG FUNHOUSE                    | 2LP  | BVJR-17003/4             | 『THE RCA/AIR YEARS LP BOX 1976-1982』の一枚。本人監修によるデジタル・リマスタリング音源使用。ダブル・ジャケット。レーベルはオリジナル・デザインを使用。                                                                                 |
| 9  | 2023年9月6日  | Ariola Japan ⁄ Sony Music Labels Inc. | 2LP  | BVJL-96~97               | “TATSURO YAMASHITA RCA/AIR YEARS Vinyl Collection”の一枚。2023年最新リマスター&ヴァイナル・カッティング。180g重量盤2枚組による完全生産限定盤。100名限定LP BOXイラスト入りアナログ盤収納ケースプレゼント抽選応募用アクセスカード1枚封入。 |
| 10 | 2023年9月6日  | Ariola Japan ⁄ Sony Music Labels Inc. | CT   | BVTL-8                   | “TATSURO YAMASHITA RCA/AIR YEARS Cassette Collection”の一本。2023年最新リマスター。アナログ盤と同時発売。100名限定LP BOXイラスト入りカセット収納ケースプレゼント抽選応募用アクセスカード1枚封入。                                        |